# No. 10 Commando
No. 10 (Inter-Allied) Commando (англ. 10-е (интернациональное) подразделение коммандос) — подразделение британских коммандос, существовавшее в годы Второй мировой войны в составе Британской армии с 1942 по 1945 годы и набиравшееся из числа иностранных добровольцев. Одноимённое подразделение впервые было создано в августе 1940 года из североирландских добровольцев, однако ввиду нежелания тех служить было расформировано, а его солдат распределили по другим частям. В начале 1942 года 10-е подразделение было воссоздано и к концу войны стало крупнейшим подразделением коммандос: в его рядах служили добровольцы из Франции, Бельгии, Нидерландов, Норвегии, Дании, Польши и Югославии. В его составе был 3-й отряд X, в составе которого служили все беженцы из нацистской Германии, в том числе бежавшие от нацистских преследований немцы и австрийцы. 10-е подразделение отличилось в боях в Средиземноморье, Скандинавии, Бирме и Западной Европе, но действовало не как единое целое: его отряды прикомандировывались к другим частям.

## Предыстория

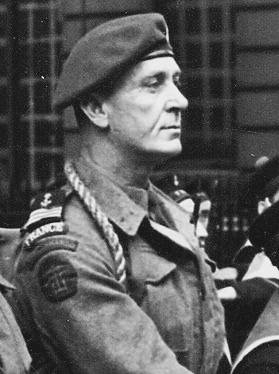
Капитан фрегата и Свободных французских сил Филипп Киффер, служивший в 10-м подразделении коммандос

Британские коммандос были образованы в 1940 году по личному распоряжению премьер-министра Великобритании Уинстона Черчилля, который хотел создать подразделение, способное десантироваться на побережье континентальной Европы и там наводить ужас на немцев. Изначально это был небольшой отряд добровольцев, предпринимавший небольшие диверсии на оккупированной немцами территории, но с 1943 года коммандос стали играть роль лёгкой штурмовой пехоты, которая специализировалась на морских десантных операциях с последующими атаками с ходу.
Верховным командующим и начальником штаба был назначен адмирал Роджер Киз, ветеран Дарданнельской операции и рейда на Зебрюгге (Первая мировая война). В марте 1941 года существовало уже 11 подразделений коммандос средней численностью около 390 человек, по структуре близких к батальонам. У каждого подразделения была штаб-квартира, а в его составе было шесть отрядов: в среднем каждый отряд насчитывал 3 офицера и 62 солдата.
Инициатором создания интернационального подразделения коммандос стал офицер военно-морских сил Франции Филипп Киффер, вдохновившийся успехом британцев после рейда на Лофотенские острова. Штаб межвойсковых операций получил предложение от Киффера о создании нового подразделения и поддержал эту идею, но при этом лорд-адмирал Луис Маунтбеттен потребовал собирать подразделение из добровольцев всех тех стран, которые подверглись немецкой оккупации.

## Образование
2 июля 1942 было образовано 10-е подразделение коммандос, командиром которого стал подполковник Дадли Листер (англ. Dudley Lister). Штаб подразделения был чисто британским по национальному происхождению, личный состав же набирался из иностранных добровольцев. В штаб-квартире были британский командующий, его заместитель, офицер разведки, младший офицер, офицер медицинской службы, офицер связи, офицер строевой подготовки, квартирмейстер, офицер администрации и водители. К концу войны это подразделение стало крупнейшим подразделением коммандос во всей Британской армии. Его солдаты проходили традиционный шестинедельный курс обучения в Акнакерри в Северо-Шотландском нагорье, в котором большой акцент делался на физическую подготовку, марш-броски, обращение с оружием, чтение карт, скалолазание, сплавление на лодках и подрывные операции. Учения проходили как днём, так и ночью. В мае 1943 года коммандос перебрались в Истборн с побережья Сассекса, где занялись специальной подготовкой — так, их обучали прыжкам с парашютом в 1-й парашютной школе британских ВВС (там прошли обучение до 80% польских парашютистов), а также скалолазанию и боевым действиям в полярных условиях. 15 мая 1943 командующим 10-м подразделением был назначен Питер Лэйкок (англ. Peter Laycock), сразу после передислокации подразделения в Истборн.

### 1-й французский отряд
1-й французский отряд (англ. No. 1 French Troop) был образован в июле 1942 года по приказу Филиппа Киффера, который и возглавил отряд. Численность составляла 40 человек: ранее они служили в 1-й роте морских фузилёров ВМС Франции. Их отличительными признаками были униформа военно-морских сил Франции и соответствующие знаки различия.

### 2-й голландский отряд
2-й голландский отряд (англ. No. 2 Dutch Troop) состоял из 62 человек под командованием капитана Малдерса. Отряд был создан в июне 1942 года, но полноценным отдельным отрядом как таковым не был. Солдаты отвечали за обеспечение связи, прокладку маршрутов и разведку во время операций «Маркет Гарден» и «Инфэтуэйт». На их основе после войны был образован корпус коммандос Нидерландов.

### 3-й отряд X
3-й отряд X (англ. No. 3 (X) Troop) был одним из самых загадочных подразделений Британской армии, поскольку набирался из числа беженцев, спасавшихся от нацистских преследований. В июле 1942 года под командование капитана Хилтона-Джонса поступили восемь выходцев из Чехословакии. Отряд назывался «английским», «еврейским», «британским», но с 1944 года стал называться «смешанным отрядом» (англ. Miscellaneous Troop). Огромную часть отряда составляли евреи из Германии, Австрии и Восточной Европы, также там были политические и религиозные беженцы, спасавшиеся от преследований нацистов, среди которых был как минимум один узник концлагерей Дахау и Бухенвальд. Каждому из добровольцев 3-го отряда выдали паспорта с британскими именами и составили поддельные легенды. В отряде служило 130 человек, они выполняли, в основном, работу переводчиков и организаторов допросов. Отряд потерял 21 человека убитыми и 22 ранеными.

### 4-й бельгийский отряд
4-й бельгийский отряд (англ. No. 4 Belgian Troop) был образован 7 августа 1942 из 7 офицеров и 100 солдат 1-й отдельной бельгийской бригады, которой командовал капитан Данлой. Бельгийцы часто выполняли особенно рискованные задачи, в том числе и на территории своей оккупированной родины. Бельгийское марионеточное правительство объявляло вознаграждения за головы всех бельгийцев, перешедших на сторону британцев, однако де-юре эти распоряжения об уголовном преследовании удалось отменить только в 1948 году. После войны на основе 4-го бельгийского отряда коммандос был создан 1-й полк коммандос.

### 5-й норвежский отряд
5-й норвежский отряд (англ. No. 5 Norwegian Troop) был образован в августе 1942 года из числа беженцев и бывших норвежских моряков, покинувших страну после её захвата немцами. Командовал отрядом капитан Рольф Хауге.

### 6-й польский отряд
6-й польский отряд (англ. No. 6 Polish Troop) был образован в августе 1942 года как 1-я отдельная рота коммандос, в октябре 1942 года стал частью 10-го подразделения коммандос. В его состав входили 84 солдата и 7 офицеров, а командовал им капитан Смроковский.

### 7-й средиземноморский отряд
7-й средиземноморский отряд (англ. No. 7 Mediterranean Troop) был образован в мае 1943 года после того, как британцам понадобились италоговорящие солдаты. Командиром был капитан Коутс, однако в Британской армии он не сумел отыскать тех, кто свободно говорил по-итальянски. Спасли ситуацию словенские солдаты из Королевской югославской армии, которые свободно говорили по-итальянски и которых Управление специальных операций любезно предоставило британским коммандос. В отряде было 2 офицера и 20 человек, а вскоре он стал называться 7-м югославским отрядом (англ. No. 7 Yugoslavian Troop).

### 8-й французский отряд
8-й французский отряд (англ. No. 8 French Troop) был образован в 1943 году из 45 человек бывшего 2-го батальона морской пехоты, базировавшегося в Ливане. Его солдат интернировали в Испанию и там освободили. Капитан Киффер, командовавший 1-м французским отрядом, добился объединения 1-го и 8-го отрядов в новый — 1-й батальон морских фузилёров-коммандос (фр. 1er Battaillon de Fusiliers Marins Commandos, англ. 1st Naval Rifles Commando Battalion).

## Операции

### 1942
Солдаты 10-го подразделения коммандос обычно прикомандировывались к другим подразделениям, поскольку не только хорошо знали местность, но и свободно владели языком для того, чтобы вести переговоры и допрашивать пленных Боевым крещением 10-го подразделения стала Битва за Дьеп (операция «Юбилей») 19 августа 1942. 3-й отряд получил распоряжение украсть немецкие документы из городской ратуши и передать сумму французских франков членам местной ячейки Французского Сопротивления. 1-й французский отряд был разделён на две части, отправившиеся в расположение 3-го и 4-го подразделений коммандос: его солдатам поручили устный перевод, сбор информации и вербовку французских добровольцев для Свободных французских сил.
4-е подразделение благодаря помощи французов захватило батарею орудий «Гесс». 3-е подразделение же не было таким удачливым: большую часть его солдат взяли в плен. 3-й отряд потерял одного человека убитым и двух попавших в плен и бесследно исчезнувших. Среди пленных 1-го отряда были сержант-майор Монтейёр и капрал Сезар. Монтейёр был казнён согласно приказу о коммандос, лично подписанному Адольфом Гитлером. Сезар же сумел убедить немцев, что является франкоканадцем, после чего сбежал и вернулся в Англию.

### 1943
В начале 1943 года 5-й норвежский отряд, разделённый между 12-м и 14-м подразделениями коммандос, участвовал в рейде на норвежское побережье с базы Лервик на Шетландских островах. 3-й отряд участвовал в Сицилийской операции как часть 40-го и 41-го морских подразделений коммандос, а затем действовал и на Апеннинском полуострове.
В июле была предпринята серия рейдов силами 1-го и 8-го французских отрядов и 3-го отряда на побережье Франции и Нидерландов. Так были проведены три операции — «Форфар», «Хардтэк» (серия рейдов) и «Тарбраш», целью которых являлась разведка побережья, поиск образцов мин и наземных преград, установленных там. В одном из рейдов в плен попал лейтенант Джордж Лейн (настоящее имя Дьюр Лань, он был венгерским евреем), и его доставили на допрос лично к Эрвину Роммелю. Лейн, знавший хорошо немецкий и умело изображавший валлийский акцент, чудом избежал расправы, хотя позднее утверждал, что от казни согласно приказу о коммандос его спасла именно встреча с Роммелем. Всего же во время операции «Хардтэк» пропали без вести 12 человек, отыскать удалось всего 5. В сентябре 10-е подразделение коммандос занялось организацией небольших парашютных десантов вместе с 12-м подразделением и 4-м парашютным батальоном.
В ноябре 4-й бельгийский и 6-й польский отряд вошли в состав 2-й бригады особого назначения, действовавшей в Италии. Поляки отличились при захвате одной оккупированной немцами деревни, не дождавшись опоздавшего 2/6-го батальона полка Её Величества. Чуть позже 2-й голландский отряд был отправлен на Дальний Восток в поддержку 44-му подразделению морских коммандос и 5-му подразделению в Бирму, в Аракан сдерживать японцев.

### 1944
В январе 1944 года 4-й бельгийский и 7-й югославский отряд вошли в состав 2-й бригады особого назначения и отправились на адриатическое побережье для оказания помощи югославским партизанам, однако из-за политических разногласий 7-й отряд распался: ряд его солдат ушёл к партизанам. 4-й отряд продолжил деятельность на острове Вис, помогая флотилии артиллерийских катеров топить вражеские суда. В апреле 1944 года 6-й польский отряд покинул ряды коммандос и ушёл во 2-й польский корпус, в составе которого отличился в битве под Монте-Кассино.
К дню высадки в составе 10-го подразделения уже не было 7-го югославского, 6-го польского и двух французских отрядов (последние были включены в состав 4-го подразделения в 1-й бригаде особого назначения и участвовали в высадке на пляж «Сорд». 3-й отряд был разделён между другими восемью подразделениями коммандос, участвовавшими в операции «Оверлорд».

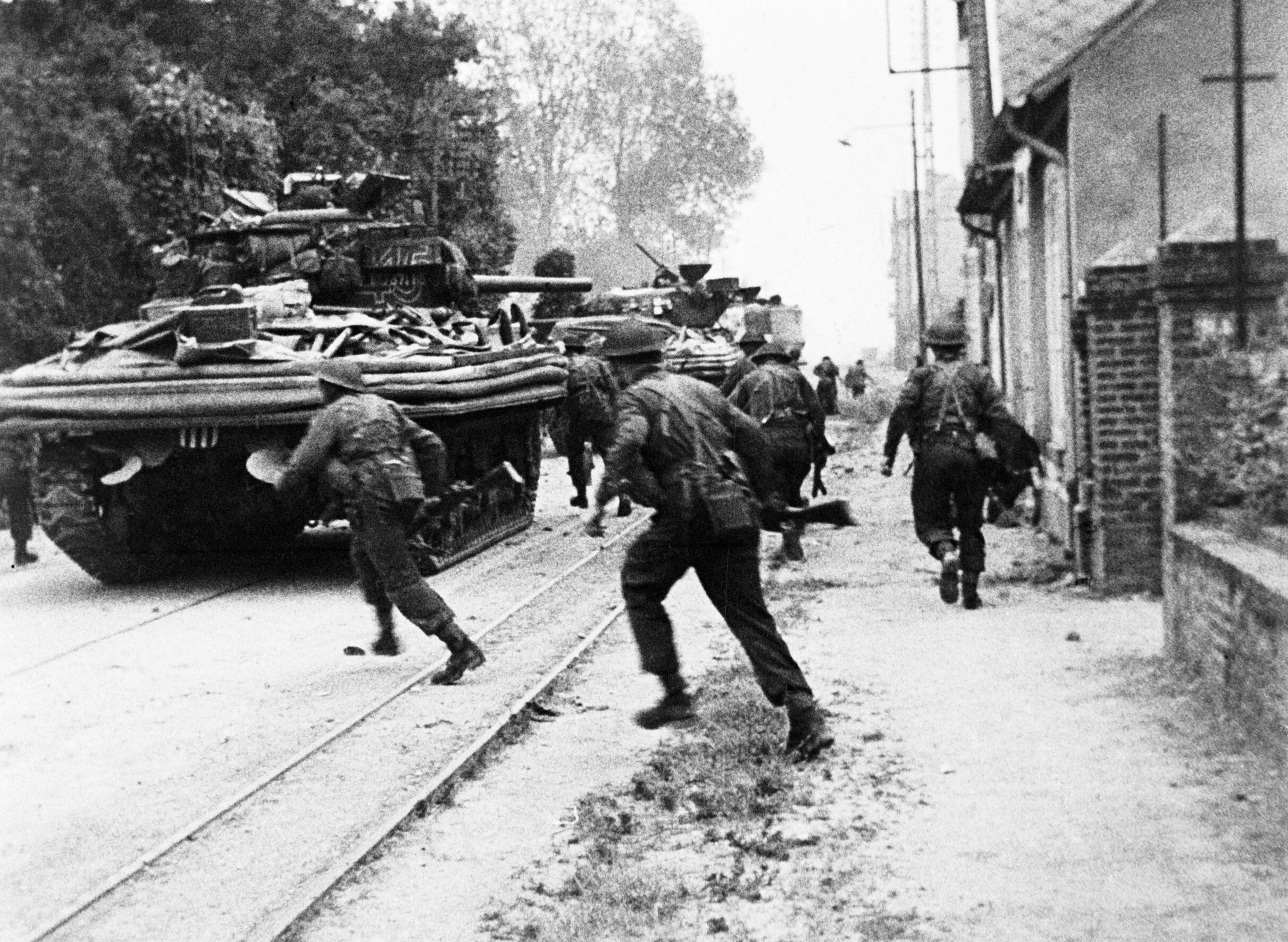
Коммандос сражаются в городе Уистреам у казино «Рива-Белла»

185 французских солдат высадилось на левом фланге пляжа «Сорд» во время второй волны десантирования, но продвинуться хотя бы на полмили смогли 144 человека. Целью их было казино «Рива-Белла» в Уистреаме. Хотя они добрались до объекта, легко вооружённые французские коммандос не смогли ворваться внутрь укреплённого здания и призвали на помощь экипаж танка M4 «Шерман». После сражения им удалось занять здание казино. В другом секторе капрал Питер Мастер из 3-го отряда (6-е подразделение получил приказ проверить заброшенную деревню и отыскать там прячущихся немцев. К наступлению ночи 1-я бригада особого назначения и 10-е подразделение перешли реку Орн и окопались, закрепившись на левом фланге 6-й британской воздушно-десантной дивизии.
В течение следующих трёх месяцев 3-й отряд патрулировал британские позиции, часто не обходясь без потерь: во время одной из атак в плен попал капитан Брайан Хилтон-Джонс (англ. Bryan Hylton-Jones), который повёл за собой бойцов Сопротивления, часть его сослуживцев попала в плен так же и бесследно исчезла. Хилтон-Джонс был освобождён в полевом госпитале немцев в Пон-л’Эвек силами 46-го подразделения морских коммандос. К моменту выхода к Сене из 185 французов только 40 человек остались боеспособными, и их численность стали пополнять новые добровольцы — на их основе был создан новый 7-й французский отряд (англ. No. 7 French Troop) вместо распавшегося югославского.
В середине 1944 года 2-й голландский отряд вернулся в Европу, его первой миссией на континенте стала операция «Маркет Гарден» 17 сентября 1944. 12 человек отряда были введены в состав 1-й британской воздушно-десантной дивизии, 11 — в состав 82-й американской, 5 — в состав 101-й, ещё 3 — в состав штаба 1-го британского воздушно-десантного корпуса, а ещё 5 — в состав 52-й лоулендской пехотной дивизии (она должна была прибыть после захвата аэродрома Делен, но так и осталась при штабе 1-го корпуса).
В июне в Англию прибыл 4-й бельгийский отряд, получивший задачу по захвату острова Йе, который немцы покинули ещё до высадки. Бельгийцы после этого высадились на континент и вошли в состав 4-й бригады коммандос для высадки на остров Валхерен (операция «Инфэтуэйт»). Эта операция стала крупнейшей с участием 10-го подразделения коммандос. Подполковник Лэйкок разделил подразделение на несколько частей — в первой была штаб-квартира и часть 3-го отряда, во второй — штаб 4-й бригады и 2-й голландский отряд (туда же отправили 2-й и 8-й французские отряды), в третьей — 4-й бельгийский и 5-й норвежский отряды с 41-м подразделением морских коммандос. В декабре свой курс обучения закончили солдаты 7-го французского отряда, продолжая службу в 4-м подразделении.

### 1945
С января по март три французских подразделения занимались диверсионными операциями на острове Схаувен-Дёйвеланд, не позволяя немцам использовать остров как плацдарм для нападения на Антверпен. В феврале норвежское командование вызвало 5-й норвежский отряд для освобождения Норвегии, который вступил в Норвежскую армию в конце апреля и перебрался в Швецию: солдаты, одетые в гражданское, вступили в Свободную норвежскую бригаду, которая готовилась ворваться на территорию родной страны, если немцы откажутся сдаваться.
Следующей операцией с участием коммандос 10-го подразделения стала переправа через Рейн и Везер. Главной ударной силой коммандос была 1-я бригада коммандос, в которой были солдаты 3-го отряда. В том же году были образованы ещё два бельгийских отряда (9-й и 10-й), вошедшие с 4-м отрядом в 80-ю зенитную бригаду для организации обороны. Силами 10-го бельгийского отряда удалось взять концлагерь Нойенгамме.

## Память
После окончания Второй мировой войны 10-е подразделение было расформировано распоряжением от 4 сентября 1945, но солдаты 3-го отряда продолжили службу в зоне оккупации, занимаясь переводом захваченных документов, поиском военных преступников и разгромом несдавшихся нацистских отрядов. Роль коммандос была передана Королевской морской пехоте Великобритании после расформирования британских коммандос. В настоящее время преемниками британских коммандос себя также считают Парашютный полк, Особая воздушная служба и Особая лодочная служба.
За исключением Норвегии, во всех странах, чьи добровольцы служили в 10-м подразделении коммандос, появились свои отряды коммандос: так они возникли во Франции, Нидерландах и Бельгии.

## Боевые почести
10-му подразделению коммандос воздавались боевые почести за участие в следующих кампаниях:
- Адриатика (Adriatic)
- Алетангьяу (Alethangyaw)
- Аллер (Aller)
- Анцио (Anzio)
- Мыс Аргента (Argenta Gap)[англ.]
- Бирма 1943—45 (Burma 1943–45)
- Крит (Crete)
- Дьеп (Dieppe)
- Переправа (Dives Crossing)
- Джебель-Шуша (Djebel Choucha)
- Румянец (Flushing)
- Греция 1944—45 (Greece 1944–45)
- Италия 1943—45 (Italy 1943–45)
- Кангоу (Kangow)[англ.]
- Высадка в Порто-Сан-Венере (Landing at Porto San Venere)
- Высадка на Сицилии (Landing in Sicily)
- Леезе (Leese)
- Литани (Litani)[англ.]
- Мадагаскар (Madagascar)
- Средний Восток 1941, 1942, 1944 (Middle East 1941, 1942, 1944)
- Монте-Орнито (Monte Ornito)
- Мьебон (Myebon)
- Высадка в Нормандии (Normandy Landings)
- Северная Африка 1941—1943 (North Africa 1941–43)
- Северо-Западная Европа 1942, 1944, 1945 (North-West Europe 1942, 1944, 1945)[англ.]
- Норвегия 1941 (Norway 1941)[англ.]
- Погоня до Мессины (Pursuit to Messina)
- Рейн (Rhine)
- Сен-Назер (St. Nazaire)
- Салерно (Salerno)
- Седженане 1 (Sedjenane 1)
- Сицилия 1943 (Sicily 1943)
- Паровой каток (Steamroller Farm)
- Сирия 1941 (Syria 1941)
- Термоли (Termoli)[англ.]
- Вогсёй (Vaagso)
- Валли-ди-Коммакьо (Valli di Comacchio)[англ.]
- Весткапелле (Westkapelle)